# Devilish Charm
Devilish Charm (Hangul: 마성의 기쁨, RR: Maseongui Gippeum), es una serie de televisión surcoreana transmitida del 5 de septiembre del 2018 hasta el 25 de octubre del 2018 a través de MBN y Dramax.

## Argumento
La serie sigue la extraña pero hermosa historia de amor de Gong Ma-sung y Joo Gi-bbeum, una ex-actriz de primer nivel que cae de la gracia luego de ser acusada falsamente de un cargo.
Ma-sung es el sucesor de "Sunwoo Company" y un experto e inteligente médico en el campo de los nervios craneales. Un día, mientras intenta ayudar a una mujer con la que se encuentra, tiene un accidente automovilístico, por lo que sufre de pérdida de memoria a corto plazo, en el que sus recuerdos del día anterior desaparecen a las doce, por lo que su memoria dura solo un día. Debido a esto, Ma-sung escribe notas sobre lo que le sucedió ese día para poder recordarlo y a la mañana siguiente, las memoriza. 
Sin embargo las cosas empiezan a cambiar cuando conoce a Gi-bbeum, quien fue una vez una estrella popular y amada por todos, pero luego de pasar por una experiencia horrible, ha perdido su confianza y su futuro, y ambos comienzan a enamorarse.

## Reparto

### Personajes principales
| Actor                          | Personaje                              | Ocupación | N.º de episodios | Duración |
| ------------------------------ | -------------------------------------- | --------- | ---------------- | -------- |
| Choi Jin-hyuk Choi Seung-hoon  | Gong Ma-sung Gong Ma-sung (de pequeño) | Doctor    | 16               | 2018     |
| Song Ha-yoon                   | Joo Gi-bbeum                           | Actriz    | 16               | 2018     |
| Hoya (Lee Ho-won) Seo Eun-yool | Sung Ki-joon Sung Ki-joon (de pequeño) | Artista   | 16               | 2018     |
| Lee Joo-yeon                   | Lee Ha-im                              | Actriz    | 16               | 2018     |

### Personajes recurrentes
| Actor          | Personaje     | Ocupación                            | N.º de episodios | Duración |
| -------------- | ------------- | ------------------------------------ | ---------------- | -------- |
| Lee Soo-ji     | Ko Nan-joo    | Ex-estilista de Gi-bbeum             | -                | 2018     |
| Kim Min-sang   | Dr. Yoon      | Médico de Ma-sung                    | -                | 2018     |
| Jung Soo-kyo   | Kim Beom-soo  | Representante de Ha-im               | -                | 2018     |
| Kang Yoon-je   | Joo Ja-rang   | Hermano menor de Gi-bbeum            | -                | 2018     |
| Kim Ji-young   | Joo Sa-rang   | Hermana menor de Gi-bbeum            | -                | 2018     |
| Oh Kwang-rok   | Joo Man-shik  | Padre de Gi-bbeum, Ja-rang y Sa-rang | -                | 2018     |
| Jung Ae-hwa    | -             | -                                    | -                | 2018     |
| Jeon Soo-kyung | Gong Jin-yang | Madre de Ki-joon y tía de Ma-sung    | -                | 2018     |
| Jang In-seop   | Yang Woo-in   | Asistente de Ma-sung                 | -                | 2018     |
| Jung Jae-sung  | Jang Wook-jin | Director                             | -                | 2018     |

### Apariciones especiales
| Actor               | Personaje            | Ocupación                              | N.º de episodios | Duración |
| ------------------- | -------------------- | -------------------------------------- | ---------------- | -------- |
| Lee Jung-hyuk       | Min Hyung-joon       | -                                      | -                | 2018     |
| Kwon Hyuk-soo       | -                    | Director del Programa de Internet      | 1-2              | 2018     |
| Ahn Se-ha           | Myung Seok-hwan      | -                                      | -                | 2018     |
| Lizzy (Park Soo-ah) | Kang Song-hwa        | Hija del CEO de la Compañía "TN Group" | -                | 2018     |
| Gi Yeon-ho          | -                    | Abuelo                                 | -                | 2018     |
| Jung Jae-sung       | Jang Wook-jin        | Director                               | -                | 2018     |
| Kim Jin-ho          | -                    | Director de Hospital del Grupo Sunwo   | -                | 2018     |
| In Seong-ho         | -                    | Pescador                               | -                | 2018     |
| Park So-yi          | Joo Gi-bbeum de niña | -                                      | -                | 2018     |

## Episodios
La serie estuvo conformada por 16 episodios, los cuales fueron emitidos todos los miércoles y jueves a las 23:00 (KST).
- Durante el segundo episodio en la escena del carro se puede escuchar la canción "Bboom Bboom" de MOMOLAND.
- En el sexto episodio durante el programa "Star Survivor" (min 41:51) se puede escuchar la canción "Dance the Night Away" de Twice.
- Durante el 10.º episodio en la tienda se escucha de fondo la canción "Power Up" de Red Velvet.
- En el capítulo 11 se puede ver al personaje de Hoya usando una pijama de BT21 la marca de BTS.
- Durante el episodio 12 se escucha de fondo la canción "Forgotten" de Choi Jin-hyuk.
- En el capítulo 13 se escucha de fondo la canción "Epiphany" de BTS.
- Durante el 14.º episodio mientras los personajes comen pollo en un restaurante, se puede escuchar de fondo la canción "I'm Fine" de BTS.

## Producción
La serie también fue conocida como "Devilish Joy", "Ma-seong's Happiness", "Ma-seong's Joy", "Devilish Happiness" o "Diabolic Happiness".
Fue dirigida por Kim Ga-ram (김가람), escrita por Choi Ji-yeon (최지연), mientras que la producción ejecutiva estuvo en manos de Kim Yong-hoon.
El rodaje comenzó a mediados de mayo del 2018 y fue pre-producido totalmente antes de su estreno. Fue filmada en Corea del Sur y Hainan.
Contó con el apoyo de las compañías de producción "Golden Thumb Pictures" y "iHQ".